# Sanborns

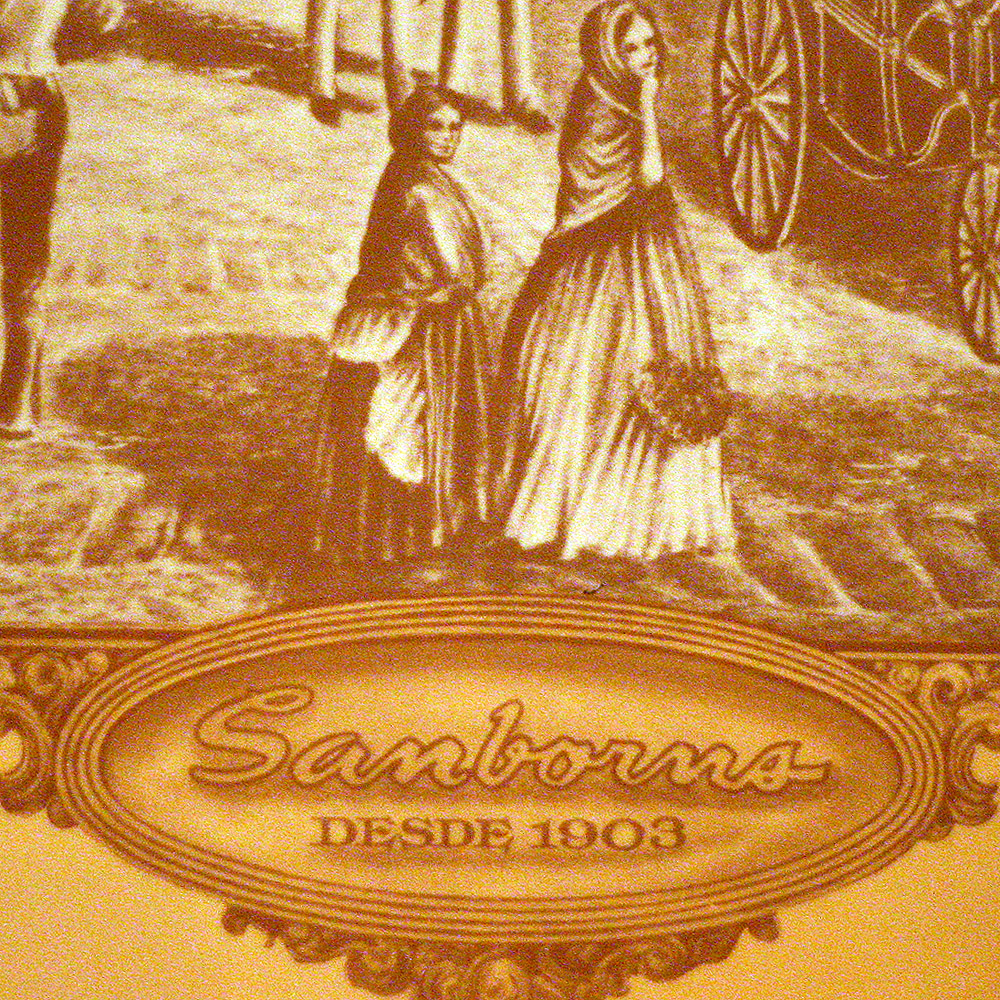

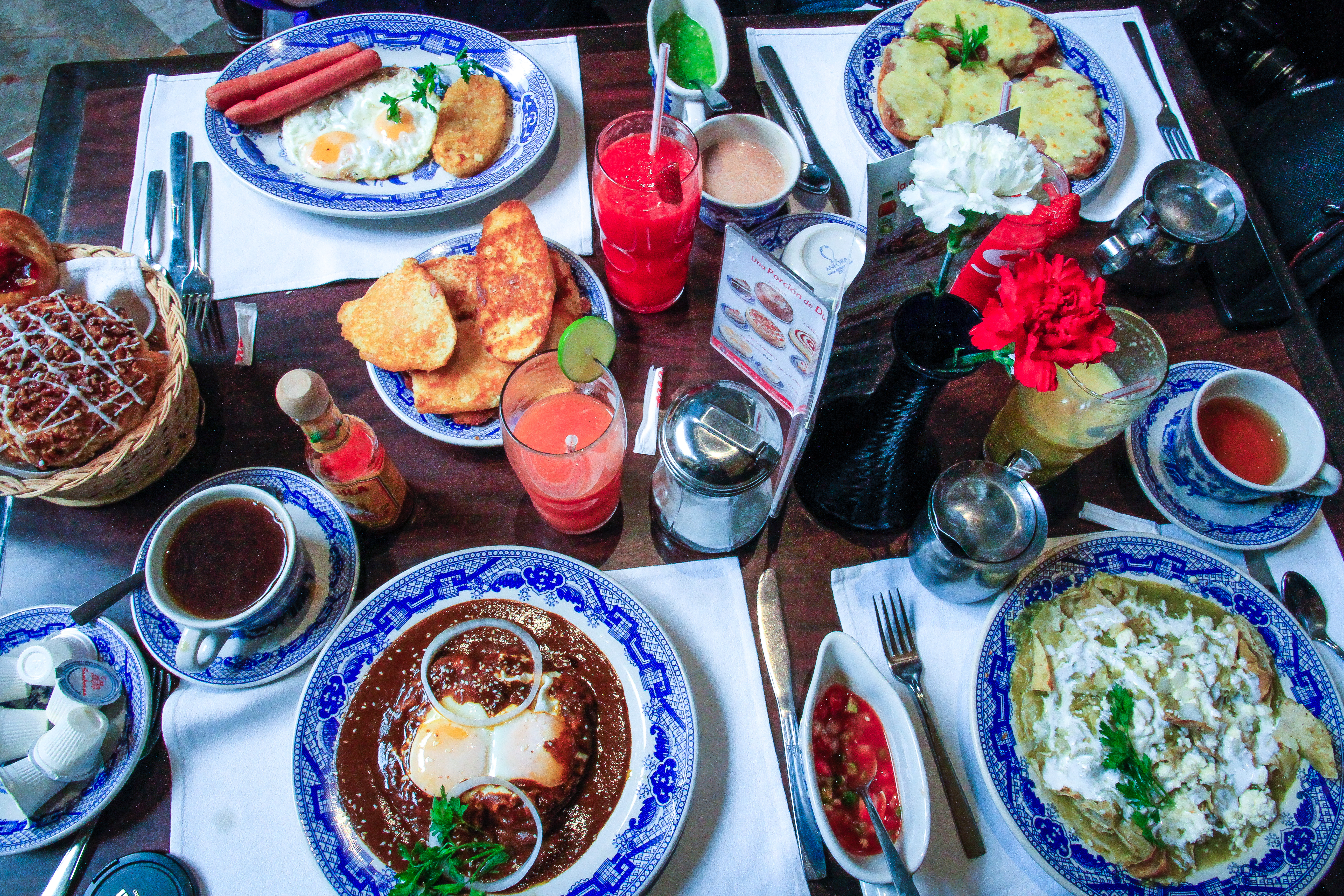
Mesa servida con alimentos del restaurante.

Sanborns es una cadena de restaurantes y tiendas departamentales mexicana fundada en el año 1903, que ofrece productos de diversas marcas nacionales e internacionales. El logotipo y las mascotas de la cadena son tres tecolotes parados sobre una rama con una medialuna al fondo. En la actualidad, la tienda es operada por el Grupo Sanborns, que es propiedad del Grupo Carso.

## Historia

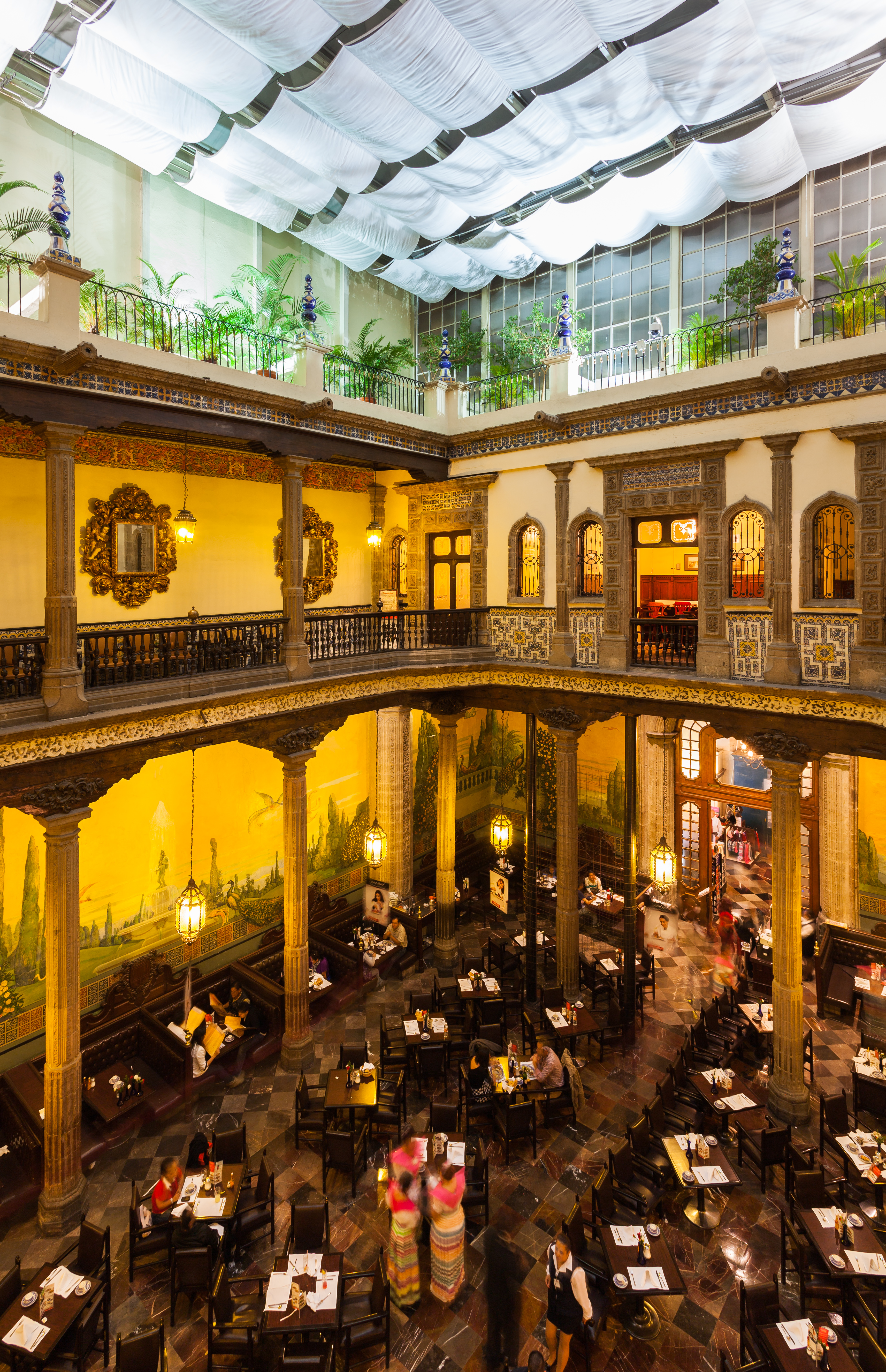
Interior de Sanborns en la Casa de los Azulejos.

El 19 de junio de 1903 es fundada como una pequeña droguería en la Ciudad de México por Walter y Frank Sanborn, inmigrantes estadounidenses procedentes de California. Poco a poco fueron extendiéndose en el mercado, instalando la primera fuente de sodas en la capital del país.
Su éxito los llevó a abrir 3 sucursales en la Ciudad de México y una en la ciudad de Tampico, la cual cerró poco tiempo después, cuando fue saqueada y destrozada por un motín antiyanqui, según Francisco Ramos Investigador histórico de Tampico estuvo ubicada en la calle del Comercio hoy Diaz Mirón a un lado del hotel Suthern lo que es actualmente la actual tienda "Del Sol" anteriormente Woolworth.
Después de terminada la Revolución, no fue sino hasta el 11 de octubre de 1919 que Frank Sanborns cerró las tres pequeñas sucursales para trasladarse a un mejor sitio, a la famosa Casa de los Azulejos, antiguo Jockey Club de México en la época del Porfiriato y posteriormente la Casa del Obrero Mundial, edificio histórico que había caído en el abandono, remodelando y rentando el edificio convirtiéndolo en un lujoso restaurante, salón de té, fuente de sodas, tienda de regalos, farmacia y dulcería. La reapertura en 1920 fue un éxito y contó con muchas personalidades de la vida política, social y cultural del país, siendo posteriormente con los años atracción turística de la Ciudad de México y monumento nacional.
En aquellos tiempos la Casa de los Azulejos fue considerada el restaurante y tienda más elegante de México. La entrada de la Farmacia estuvo decorada con un mural titulado "Omnisciencia"  del pintor y muralista José Clemente Orozco.
En el año de 1985, la empresa fue adquirida por el Grupo Carso.
A partir de la década de 2020 sufre el cierre de algunas unidades.
Actualmente Sanborns cuenta con 190 sucursales dentro de la República Mexicana. Opera los productos electrónicos, joyería, relojería, artesanías finas tradicionales mexicanas y extranjeras, platería, cosméticos, productos de piel, juegos de mesa, juguetería, perfumes y fragancias, productos farmacéuticos, panadería y publicaciones tales como libros, revistas y periódicos. Existe una subdivisión denominada “Sanborns Café”, la cual únicamente trabaja la cafetería.

## Sucursales cerradas y desaparecidas

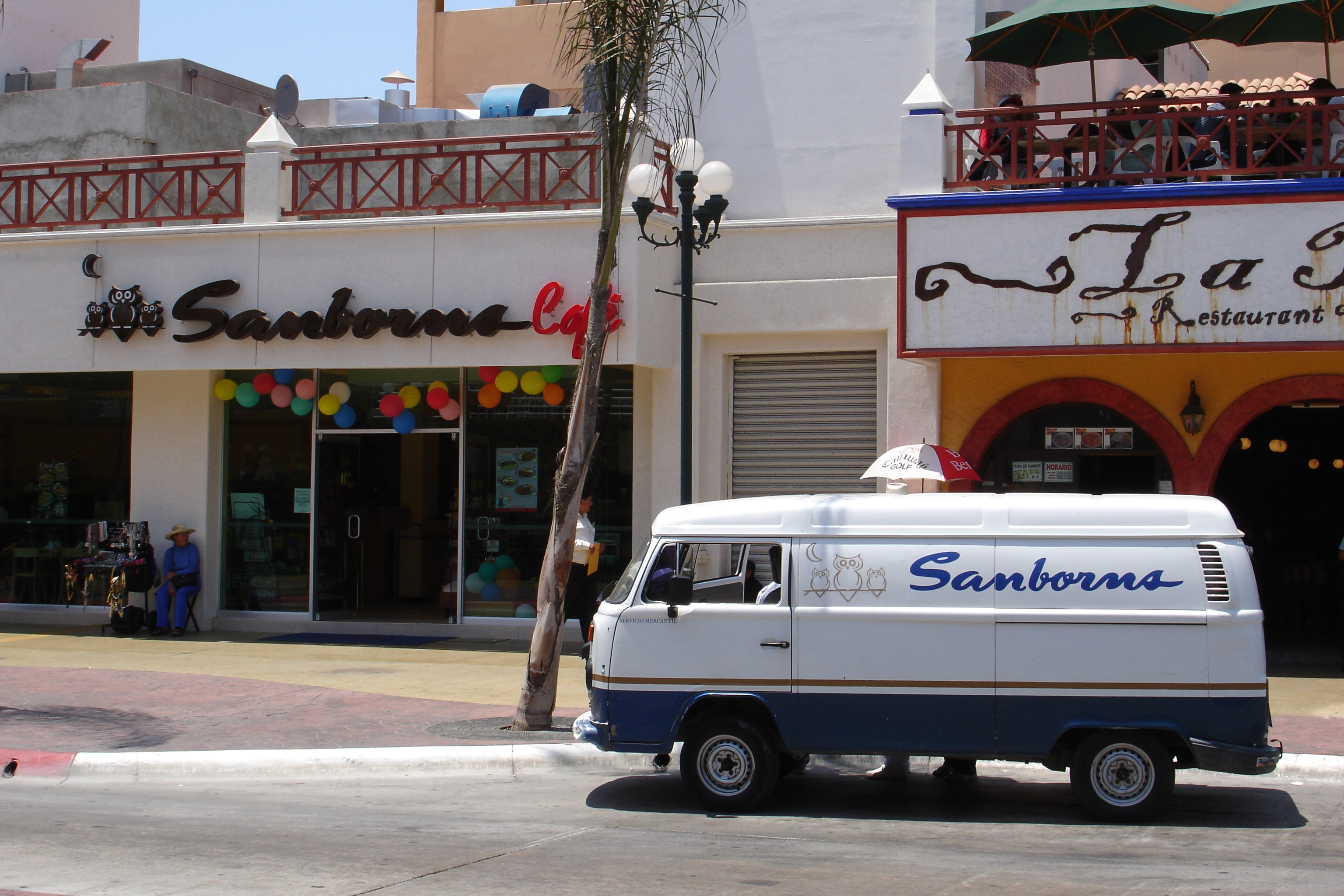
Exterior de un Sanborns Café en Tijuana.

Aquí mostreramos las sucursales que fueron cerradas por diversas causas, tanto en la Ciudad de México como el resto de la República Mexicana.
- Fuentes de sodas del Prado, (localizado dentro del histórico Hotel del Prado y desaparecido con el terremoto de 1985).
- A principios de 2015 queda fuera de servicio Sanborns Polanco, ubicada en Avenida Moliere y Avenida Ejército Nacional.
- Entre los cierres destacan el Sanborns de La Fragua (la segunda sucursal que abrió durante 1954), que por años fue un punto de encuentro para políticos por su cercanía con las oficinas de la Cámara de Diputados, que se localizaban en La Fragua y Plaza de la República.[7]
- Otra sucursal, la de Paseo de la Reforma 233, junto al Sheraton María Isabel, está fuera de operación. La tienda fue testigo por años de celebraciones deportivas y mítines de protesta y apoyo a múltiples causas realizadas en torno al Ángel de la Independencia a finales de 2017.[8]
- Ese mismo año se cierra la sucursal del conjunto Aristos.
- Se cierra la sucursal en interior del Palacio de Hierro de Durango.
- En el segundo trimestre de 2018, la firma bajó la cortina a tres sucursales: Monterrey Valle Oriente, en Nuevo León y en Colima.
- Al mismo tiempo, cerró de manera temporal el Sanborns Mérida Altabrisa, en Yucatán.[9]
- Igual forma cierra la tienda Samborns Plaza Americana Mérida.[10]
- Luego de la pandemia por COVID-19, cerró su única sucursal en el extranjero, ubicada en Multiplaza El Salvador, localizada en Antiguo Cuscatlán.
- En el mes de julio de 2020 cierra la ubicación de San Ángel.[11]
- El 1 de enero de 2021, cierra la ubicación en el centro comercial Galerías Altama en Tampico, Tamaulipas. Quedando una sucursal en la zona.
- En enero de 2023 cierra la tienda y restaurante ubicada en Pabellón Polanco.
- Durante el mes de agosto de 2024 cierra la emblemática tienda de la Casa Boker[12]
- El mismo año cierra Sanborns Balderas.[13][14]

Según un texto de una revista la causa del cierre de las sucursales fue debido a la desaceleración en el gasto discrecional de México y otros países; además de bajas ventas y menores márgenes, además de la competencia de otras firmas en el sector. De acuerdo con estimaciones de la casa de bolsa de Citibanamex, en el primer trimestre de 2019, las ventas del grupo en tiendas con más de un año de operación habrían caído 1.3%.